# 宇野弘通
宇野 弘通（うの ひろみち）は、安土桃山時代から江戸時代前期の武将。毛利氏の家臣。父は宇野元弘、兄に宇野元房、宇野弘久。子に宇野弘孫、宇野弘興。

## 生涯
天正12年（1584年）、毛利氏家臣・宇野元弘の三男として生まれる。
延宝2年（1674年）8月8日に死去。享年91。次男の弘興が後を継いだ。